# Gnoppix
Gnoppix је „жив“ Гну-Линукс CD-ROM заснован на Debian-овом Гнуу-Линуксу. Може се поредити са Кнопиксом, али користи Гном као радно окружење. Има графичко инсталационо оруђе и чини инсталацију Гнуа-Линукса са радним окружењем Гном што је једноставније могућим.